# Schmuckseeschwalbe

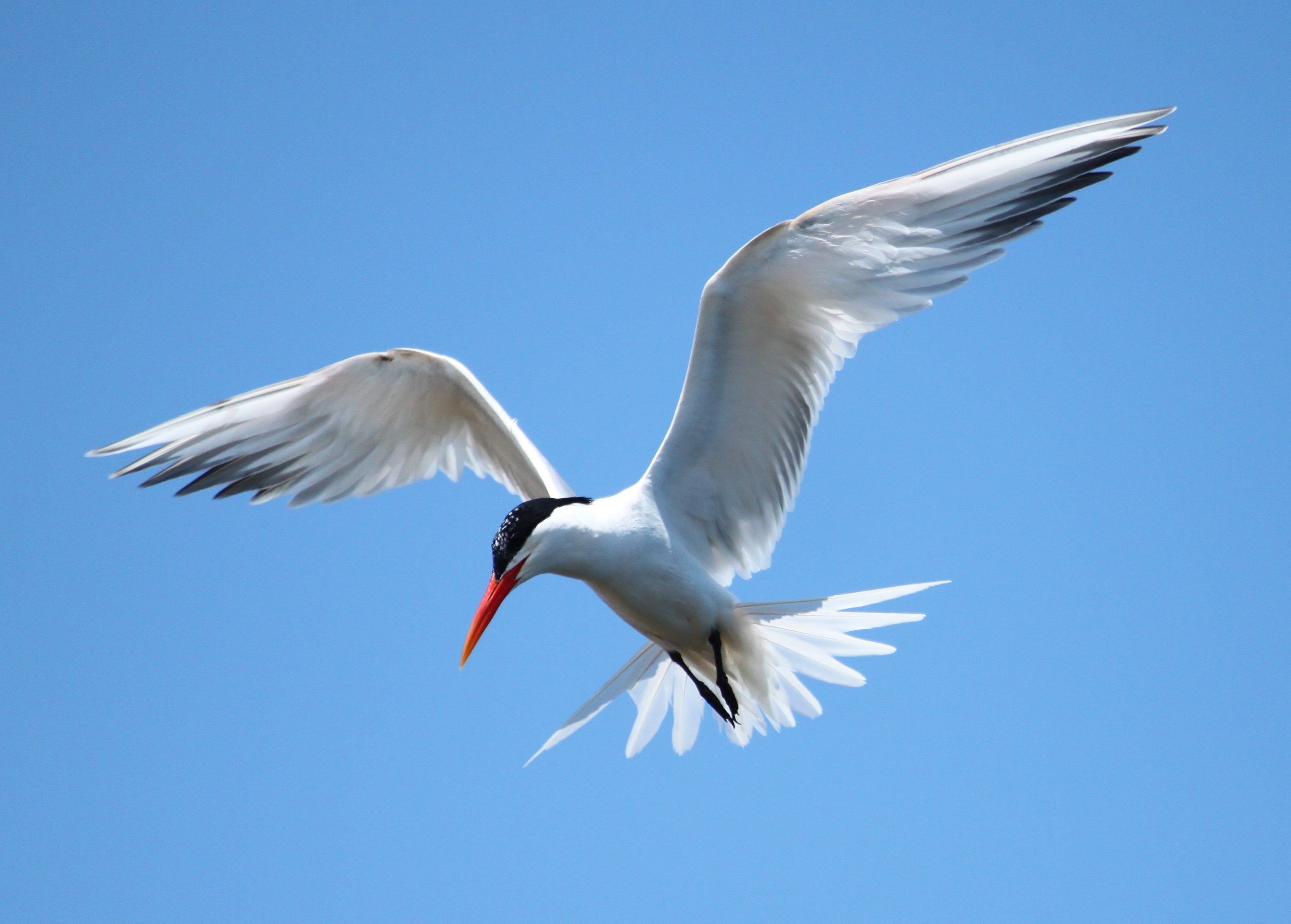
Schmuckseeschwalbe im Rüttelflug

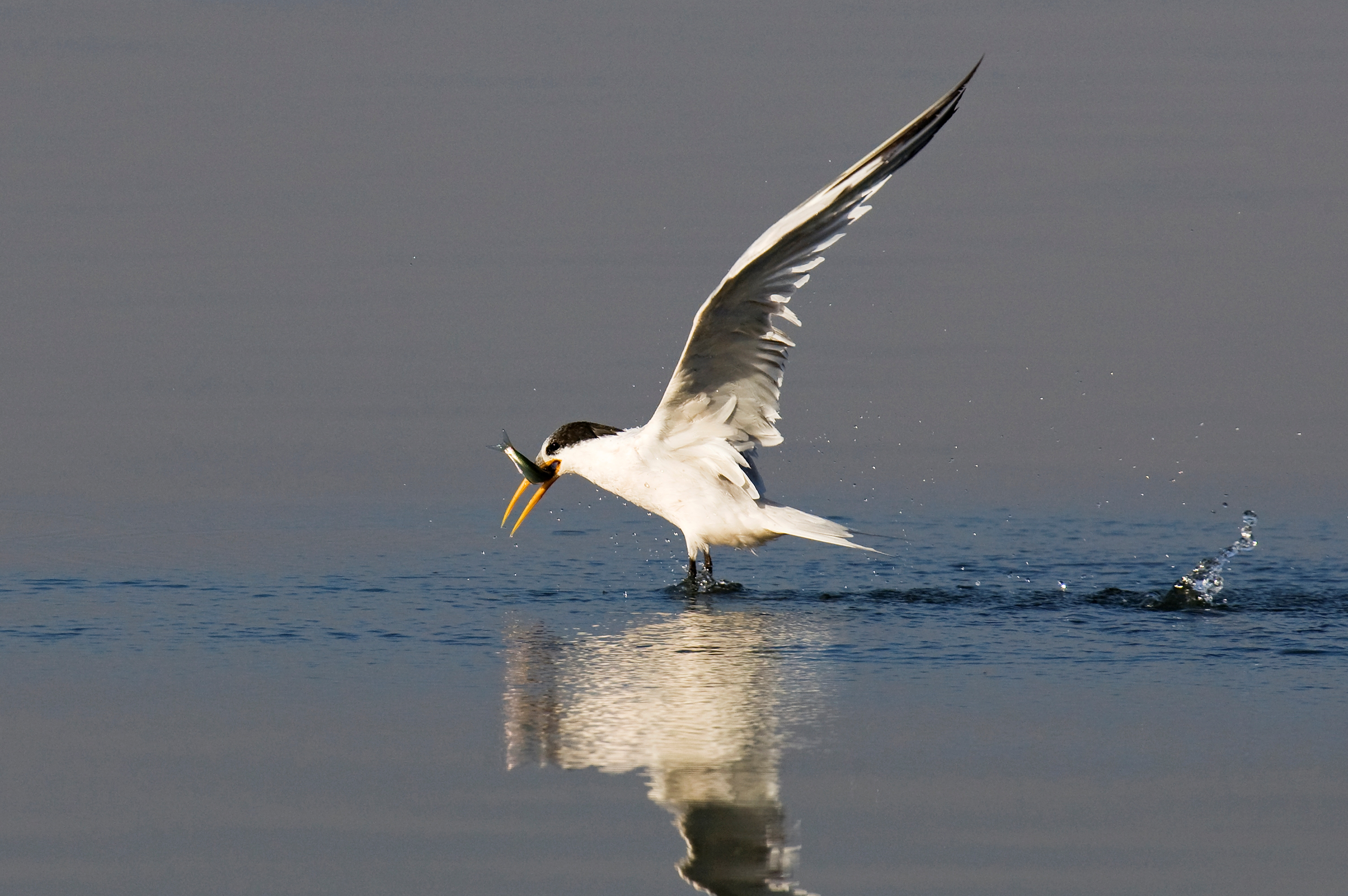
Schmuckseeschwalbe mit erbeutetem Fisch

Die Schmuckseeschwalbe (Thalasseus elegans) ist eine Vogelart aus der Unterfamilie der Seeschwalben (Sterninae). Ihre Brutverbreitung beschränkt sich auf einen kleinen Teil der nordamerikanischen Pazifikküste im Süden Kaliforniens und im Norden Niederkaliforniens. 1999 gab es nur fünf bekannte Kolonien, wobei 90–97 % des Gesamtbestandes auf der Isla Rasa im Nationalpark Marino Archipiélago de San Lorenzo in Mexiko brüten. Die Art schließt sich fast immer großen Kolonien anderer Seevögel wie insbesondere der Heermannmöwe und der Raubseeschwalbe an.
Aufgrund der beschränkten Verbreitung wird die Art von der IUCN auf der Vorwarnliste als  (= Near Threatened – potentiell gefährdet) geführt.

## Beschreibung
Die Schmuckseeschwalbe zählt mit einer Körperlänge von 39 bis 43 cm, einer Flügelspannweite von 76 bis 81 cm und einem Gewicht von etwa 260 g zu den mittelgroßen Seeschwalben. Die Federn des Hinterkopfs sind zu einer struppigen Haube verlängert – die längste bei allen Seeschwalben. Der Schnabel ist mit etwa 53–69 mm Länge oft länger als der Kopf sowie schmal und zugespitzt. Aufgrund des etwas gekrümmten Schnabelfirsts wirkt die Spitze leicht herabgebogen. Im Flug wirkt die Schmuckseeschwalbe sehr schlank und elegant und fliegt mit kräftigen, ausgewogenen Flügelschlägen. Der Schwanz ist tief gegabelt. Die Beine und Füße sind meist schwarz mit gelblichen oder orangen Verfärbungen, selten auch komplett hellrot. Die Geschlechter unterscheiden sich äußerlich nicht.
Bei adulten Vögeln im Brutkleid ist der Schnabel hellgelb bis rotorange oder orangerot, wobei die Spitze meist eher gelb, die Basis oft rot ist. Der Oberkopf und die Haube sind schwarz. Rücken, Schultergefieder und Oberflügel sind bläulich hellgrau, wovon sich die etwas dunkleren, inneren Handschwingen absetzen. Das übrige Gefieder einschließlich des Unterflügels, des Bürzels und der Steuerfedern ist weiß. Die Unterseite kann eine leicht roséfarbene Tönung aufweisen.
Im Schlichtkleid sind Stirn und Zügel weiß. Die verbleibende schwarze Maske wirkt dreieckig, beginnt um das Auge herum und verbreitert sich stark zum verlängerten Nackengefieder hin. Der Schnabel ist matter rot gefärbt als im Prachtkleid.
Das Jugendkleid ähnelt dem Schlichtkleid, jedoch sind Rücken- und Schultergefieder bräunlich getönt. Der größte Teil der Oberflügeldecken wirkt aufgrund der dunkler gräulichen oder bräunlich grauen Zentren schuppenartig, die mittleren Armdecken sind hellgrau. Die Steuerfedern sind dunkelgrau mit dunkleren Spitzen und weißen Endsäumen. Die Spitzen der inneren Hand- und der Armschwingen sind deutlich aufgehellt. Der Schnabel, der kürzer ist als bei adulten Vögeln, wirkt hell gelblich bis rötlich orange mit schwärzlichen Markierungen an den Oberschnabelkanten. Die Beine sind meist schwarz, die Füße oft etwas grünlich.

## Verbreitung und Bestand
Die Brutverbreitung beschränkt sich auf das südliche Kalifornien und Baja California. Im Verlauf des 20. Jahrhunderts bestanden zeitweise mindestens zwölf Brutkolonien gleichzeitig; das Verbreitungsgebiet war noch bis zur Bucht von San Francisco und weiter über den Golf von Kalifornien ausgedehnt. Um die Jahrtausendwende waren nur fünf Brutkolonien bekannt:
- Isla Rasa im Golf von Kalifornien, Baja California (Mexiko) – 1994: 22.500 Brutpaare, 90–97 % des Gesamtbestands
- Western Salt Company im Süden der San Diego Bay (Kalifornien) – 1996: 1870 Brutpaare, 1998: weniger als 15 Paare
- Bolsa Chica Ecological Reserve, Orange County (Kalifornien) – 1995: 5000 Brutpaare, 1998: nur noch wenige Paare
- Isla Montague, Mündung des Colorado River, Baja California (Mexiko) – 1992: 275 Brutpaare
- Los Angeles Harbor (Kalifornien) – 1998: etwa 3000 Brutpaare

## Wanderungen
Die Schmuckseeschwalbe ist ein Mittel- bis Langstreckenzieher, der vorwiegend an der südamerikanischen Pazifikküste überwintert. Nach der Brutzeit finden Dismigrationen entlang der Küste nordwärts bis in den Norden Kaliforniens, seltener auch bis British Columbia statt. Im Herbst haben die meisten Vögel bis Ende November die Brutgebiete verlassen. Im Frühjahr kehren sie ab Mitte März in die Kolonien zurück.
Die Überwinterungsgebiete an der Pazifikküste erstrecken sich von Nayarit in Mexiko südwärts bis Puerto Montt in Chile. Die Art ist jedoch nur südlich von Ecuador häufiger Überwinterer; weiter nördlich ist sie im Winter selten, tritt teils aber regelmäßig als Wintergast auf.
Als Irrgast wurde die Art in Texas und Arizona nachgewiesen. Ein 1966 in San Diego beringter Vogel wurde 1969 auf dem Johnston-Atoll im Nordpazifik festgestellt. 1974 und 1984 trat die Schmuckseeschwalbe in Arcachon in Frankreich als Vermehrungsgast in einer Kolonie der Brandseeschwalbe auf. 1974 war dort ein Exemplar zu beobachten, 1984 waren es zwei. Alle waren jeweils mit Brandseeschwalben verpaart. Ferner traten Irrgäste in Nordirland und Irland (1982), Belgien (1988) und Deutschland (2004) auf.

## Ernährung
Die Schmuckseeschwalbe ernährt sich von kleineren Fischen, die in großen Schwärmen auftreten. Nur selten kommen ergänzend Krustentiere hinzu. Der häufigste Beutefisch ist die Amerikanische Sardelle (Engraulis mordax). Weitere häufig erbeutete Arten stammen aus den Familien der Sardellen, Heringe, Ährenfische, Grundeln und Makrelen.
Die Nahrungssuche erfolgt meist einzeln oder in Gruppen von zwei bis drei Individuen. Dabei rütteln die Vögel über dem Wasser und stoßen gelegentlich ins Wasser herab. Zur Brutzeit brechen oft kleinere Trupps aus der Kolonie gemeinsam auf, um auf gewohnten Routen zu den Nahrungsgründen zu fliegen. An Stellen mit günstigem Nahrungsangebot sammeln sich manchmal Schwärme von mehreren hundert Exemplaren. Es wurde beobachtet, dass Schmuckseeschwalben in der Nähe von Ohrenscharben oder Großkopfmeeräschen jagten, die kleinere Fische zusammentreiben.